# Бернард, Уилл
Уилл Бернард (англ. Will Bernard) — гитарист и лидер музыкальной группы из Калифорнии, ныне живущий в Бруклине, Нью-Йорк.

## Дискография
- If Four Was One — T.J. Kirk (1997)
- Medicine Hat — Will Bernard Quartet (1998)
- Motherbug (2000)
- Directions To My House — Will Bernard Trio (2004)
- III — Stanton Moore (2006)
- Party Hats — Will Bernard (2007)
- Sketchy — Wil Blades (2007)
- Emphasis! (On Parenthesis) — Stanton Moore (2008)
- Night for Day — Bernard Emer Lackner Ferber (2008)
- Rockamovya (2008)
- Blue Plate Special — Will Bernard (2008)

## Награды и премии
Премия Грэмми за диск «Party Hats» в номинации «Лучший современный джазовый альбом» (англ. Best Contemporary Jazz Album) в 2007 году.